# 패러데이 새장
패러데이 새장(Faraday cage) 또는 패러데이 실드(Faraday shield) 혹은 호프만 상자(Hoffman Box)는 도체 혹은 도체 그물로 둘러싸인 구조를 말한다. 그러한 둘러싸인 구조는 외부의 정전기장을 차단한다. 패러데이 새장은 1836년에 그것을 발명한 영국의 과학자 마이클 패러데이의 이름을 따서 지어졌다.
패러데이 새장의 작용은 외부 정전기장이 새장 도체 속의 전하를 재배치시킴으로써 장의 효과가 새장의 내부에 미치지 않게 되어 발생한다. 이 현상은 예를 들면 전자 장치를 번개나 기타 방전으로부터 보호하기 위해 사용된다.

## 같이 보기
- 무향실
- 전기장
- 전자기 간섭